# Cottage Lake
Cottage Lake is een plaats (census-designated place) in de Amerikaanse staat Washington, en valt bestuurlijk gezien onder King County.

## Demografie
Bij de volkstelling in 2000 werd het aantal inwoners vastgesteld op 24.330.

## Geografie
Volgens het United States Census Bureau beslaat de plaats een oppervlakte van
59,5 km², waarvan 59,1 km² land en 0,4 km² water.

## Plaatsen in de nabije omgeving
De onderstaande figuur toont nabijgelegen plaatsen in een straal van 8 km rond Cottage Lake.